# Trioxiphus giganteus
Trioxiphus giganteus är en insektsart som beskrevs av Boulard 1979. Trioxiphus giganteus ingår i släktet Trioxiphus och familjen hornstritar. Inga underarter finns listade i Catalogue of Life.